# Montader Madjed
Montader Madjed (arabsky: منتظر ماجد) (* 24. dubna 2005) je irácký profesionální fotbalista, který hraje na pozici křídelníka za švédský klub Hammarby IF. Narodil se ve Švédsku, ale hraje za irácký národní tým.

## Mládí
Madjed se narodil v Jönköpingu. Mládežnický fotbal začal hrát za Östers IF.

## Klubová kariéra

### Varberg
Dne 8. ledna 2021 podepsal Madjed tříletou smlouvu s Varbergs BoIS. Poprvé za klub odehrál soutěžní zápas 4. července, když mu bylo 16 let a 88 dní, při remíze 1:1 s Kalmarem FF, čímž se stal prvním hráčem narozeným v roce 2005, který si zahrál v Allsvenskan. Celkem Madjed odehrál za Varberg v letech 2021 a 2022 osm ligových zápasů.

### Hammarby
Dne 10. srpna 2022 přestoupil Madjed za nezveřejněnou částku do klubu Hammarby IF a podepsal tříletou smlouvu. V roce 2022 odehrál 13 ligových zápasů za rezervní klub Hammarby Talang FF v Ettan Fotboll, třetí švédské lize, vstřelil pět gólů a pomohl týmu k 6. místu v tabulce.
V roce 2023 rychle nastartoval svou profesionální kariéru v seniorském týmu Hammarby. 19. února Madjed skóroval při svém soutěžním debutu za klub, když nastoupil jako náhradník při domácím vítězství 4:1 nad IK Brage ve Svenska Cupen. O dva týdny později, 5. března, vstřelil hattrick při výhře 8:0 nad GIF Sundsvall a pomohl svému týmu projít skupinovou fází domácího poháru.

## Reprezentační kariéra
Madjed je oprávněn reprezentovat Švédsko i Irák. V červenci 2021 byl Madjed vybrán do švédského národního týmu U17 pro dva zápasy proti Dánsku U17 následující měsíc. Madjed debutoval 7. srpna 2021 při prohře 0:1 s Dánskem, kdy se na hřiště dostal v 63. minutě. O tři dny později si připsal svůj první start v základní sestavě při prohře 4:2 se stejným soupeřem.

## Statistiky

### Klubové
Platí k zápasu hranému 12. listopadu 2023.
| Klub               | Sezóna    | Liga          | Liga   | Liga | Národní pohár | Národní pohár | Kontinentální | Kontinentální | Celkově | Celkově |
| Klub               | Sezóna    | Soutěž        | Zápasy | Góly | Zápasy        | Góly          | Zápasy        | Góly          | Zápasy  | Góly    |
| ------------------ | --------- | ------------- | ------ | ---- | ------------- | ------------- | ------------- | ------------- | ------- | ------- |
| Varbergs BoIS      | 2021–2022 | Allsvenskan   | 8      | 0    | 2             | 0             | —             | —             | 10      | 0       |
| Hammarby Talang FF | 2022–2023 | Ettan Fotboll | 17     | 5    | —             | —             | —             | —             | 17      | 5       |
| Hammarby IF        | 2023–     | Allsvenskan   | 16     | 1    | 3             | 0             | —             | —             | 19      | 1       |

### Reprezentační
Platí k zápasu hranému 21. března 2024.
| Národní tým | Rok     | Zápasy | Góly |
| ----------- | ------- | ------ | ---- |
| Irák        | 2024    | 3      | 0    |
| Celkově     | Celkově | 3      | 0    |